# Косозен
Косозен (каз. Қосөзен, до 199? г. — Новый) — село в Илийском районе Алматинской области Казахстана. Входит в состав Караойского сельского округа. Код КАТО — 196843200.

## Население
В 1999 году население села составляло 1464 человека (732 мужчины и 732 женщины). По данным переписи 2009 года, в селе проживали 2663 человека (1346 мужчин и 1317 женщин).

## Административное деление
В состав села Косозен входит шесть дачных массивов ; «Малахит» ; «Дорожник» ; «Алматы» ; «Природа» ; «Ветеран-Алатау» ; «Фрунзенец».